# Parviz Nasibov
Parviz Nasibov (né le 18 août 1998 en Azerbaïdjan) est un lutteur ukrainien spécialiste de la lutte gréco-romaine. Il participe aux Jeux olympiques d'été de 2020 en combattant dans la catégorie des -67 kg. Il remporte la médaille d'argent.

## Palmarès

### Jeux olympiques
- Jeux olympiques d'été de 2020 à Tokyo,  Japon
  -  Médaille d'argent dans la catégorie des moins de 67 kg.

### Championnats d'Europe
- Championnats d'Europe de lutte 2023 à Erevan,  Arménie
  -  Médaille de bronze dans la catégorie des moins de 67 kg.